# Марко Амелия
Марко Амелия е италиански футболист, вратар на Милан. Световен шампион през 2006 с отбора на Италия, за който има записани 9 мача.

## Кариера
Амелия е юноша на Рома, но не записва участия за мъжкия отбор. През 2001 преминава в Ливорно, намиращ се по това време в Серия Ц1. На следващия сезон отборът играе в Серия Б, а Марко е титулярен страж. През лятото на 2003 преминава под наем в елитния Лече. Там изиграва 13 срещи и на полусезона преминава в Парма, като остава собственост на Ливорно. В Парма е резерва на Себастиян Фрей и не играе до края на сезона. След неуспешният престой там, се връща в Ливорно и е наложен от Роберто Донадони. Амелия пази за Ливорно в Серия А и достига до националния отбор на Италия, като пази за олимпийския отбор в Атина през 2004, а година по-късно дебютира и за първия състав на „Скуадрата“.
През лятото на 2006 е част от състава на Италия, спечелил световното първенство в Германия. Амелия е резерва на Джанлуиджи Буфон и не записва мач на първенството. През сезон 2006/07 играе в Купата на УЕФА с Ливорно и вкарва гол срещу Партизан (Белград) в добавеното време. Отборът обаче прави слаб сезон и изпада от калчото. През юли 2008 преминава в Палермо за 6 млн. евро. Играе в 34 мача за Палермо, като се запомня най-вече със спасяването на дузпа, изпълнена от Роналдиньо в мач срещу Милан.
През лятото на 2009 преминава в Дженоа, като в замяна в Палермо преминава Рубиньо. Там Амелия е титуляр, като само в няколко мача играе резервата Алесио Скарпи. В края на сезона Дженоа завършват на 9 място. След като на следващия сезон „грифоните“ закупуват португалският страж Едуардо, Амелия е даден под наем на Милан. Там е резерва на Кристиан Абиати и записва само по няколко мача на сезон. В първия си сезон при „росонерите“ става шампион на страната и печели суперкупата на Италия.